# Charles Dejob
Charles Dejob, né le 29 septembre 1847 à Paris et mort le 5 avril 1916 à Paris 20e, est un professeur d'université français, spécialiste de littérature française et littérature italienne. 

## Biographie
Charles Dejob fréquente le Lycée Henri-IV et obtient un baccalauréat ès lettres. En 1867, il intègre l'École normale supérieure. Il est licencié ès lettres en 1868, rejoint l'École pratique des hautes études en 1869, est agrégé de lettres en 1871. Le 25 octobre 1881, il soutient ses deux thèses de doctorat ès lettres en Sorbonne : la première, en français, s'intéresse à Marc Antoine Muret, professeur de français en Italie au XVIe siècle, la deuxième, en latin, est une étude de la vie de René Rapin.
La carrière académique de Charles Dejob débute par divers postes d'enseignement — principalement de rhétorique — en collège ou lycée, de 1871 à 1888. Entre 1881 et 1882, Charles Dejob effectue une mission d'études en Italie. En 1888, il accède aux fonctions de maître de conférences de littérature française à la Faculté des lettres de Paris. En 1900, toujours dans cette même Faculté, il devient maître de conférences de langue et littérature italiennes ; en 1902, il est nommé professeur adjoint et, en 1908, professeur de langues et littérature de l'Europe méridionale. Il est admis à la retraite en 1908, en qualité de professeur honoraire.
Outre ces charges d'enseignement, Charles Dejob est le fondateur de la Société des études italiennes en 1893, société qu'il destine à faciliter le rapprochement spirituel entre les deux peuples dans un contexte de tension diplomatique. Il s'investit également pour promouvoir l'étude de l'italien dans les lycées et les facultés. A cet égard, Charles Dejob compte parmi les fondateurs de l'agrégation d'italien. Charles Dejob contribue également à de nombreuses revues, telles que la Revue internationale de l'Enseignement, la Revue pédagogique, etc.

## Œuvres
Parmi les ouvrages écrits par Charles Dejob figurent : 
- De Renato Rapino (1881) ;
- Marc Antoine Muret, thèse de doctorat (1881) ;
- De l'influence du concile de Trente sur la littérature et les beaux-arts chez les peuples catholiques (1884) ;
- Mme de Staël et l'Italie (1890) ;
- Édouard Ruel (1892) ;
- Bernardin de Saint-Pierre et ses opinions religieuses (1894)
- L'instruction publique en France et en Italie (1894) ;
- Études sur la tragédie (1896) ;
- Les abbés et les abbesses dans la comédie française et italienne au 18e siècle (1898) ;
- Les femmes dans la comédie française et italienne au 18e siècle (1899) ;
- La foi religieuse en Italie au XIVe siècle (1906) ;
- Le Marchand de vin dans les vieilles communes de l'Italie (1907) ;
- Le Politicien à Florence au XIVe et au XVe siècle, ses moyens d'existence, ses procédés, ses périls et la rançon de ses défauts (1909) ;
- Lettres de Guglielmo Libri conservées à la Bibliothèque Victor Cousin (1913).

## Distinctions
Chevalier de la Légion d'honneur le 17 août 1908.